# Cachaça da morte
O caso que ficou conhecido como "cachaça da morte", ocorreu em 1990 na Bahia e no Piauí.

## História

### Crime
Em junho e agosto de 1990, 24 moradores do município baiano de Santo Amaro, morreram em virtude de intoxicação após ingestão de bebida alcoólica "batizada" com produtos tóxicos (álcool metálico ou metanol) e muitos outros hospitalizados. Os municípios vizinhos ficaram em alerta, pois não foi identificado o fabricante do produto e assim, o juiz local decretou uma lei seca na cidade e região para evitar novos óbitos.

### Outras mortes
Em agosto de 1990, mais 6 mortes pela mesmo motivo, ocorreram no município de Amarante, no Piauí. Autoridades dos dois municípios concluíram que o produto era o mesmo, pois havia a distribuição desta bebida, nas mesmas regiões e por fabricantes de Santo Amaro, mas nunca se descobriu a origem. Especulou-se, na ocasião, que não houve má-fé na fabricação, mas sim, que algum fabricante utilizou-se de tambores irregulares para o armazenamento antes do envaze.